# Geächtete Kriegsmittel
Die Ächtung von Kriegsmitteln bezeichnet ein selbst auferlegtes Verbot oder Übereinkommen, bestimmte Waffen oder Munition in einem Krieg nicht zu verwenden, auch wenn dies, rein militärisch gesehen, einen Vorteil gegenüber dem Gegner bringen könnte. Die Gründe dafür haben sich im Laufe der Zeit verändert. Während im Mittelalter die Aufrechterhaltung der Standesordnung das Ziel war, kam erst im 19. Jahrhundert der Gedanke auf, menschliches Leid zu lindern. Bei Massenvernichtungswaffen ist die begründete Angst vor völliger gegenseitiger Vernichtung die treibende Kraft. 
Im Jahre 1139 verbot das Zweite Laterankonzil unter Papst Innozenz II. den Einsatz der Armbrust gegen Christen. Gegen die Waffe hielt keine Rüstung stand, was den gesamten Ritterstand in Frage stellte. Allerdings wurde das Verbot auf den Schlachtfeldern Europas wenig beachtet.
Aus verschiedenen Gründen drängte Japan in der Edo-Zeit (1603–1868) die Feuerwaffen zurück. Das gelang aber nur, weil das Reich geeint war und sich gegen die Außenwelt abgeschottet hatte.
Das Zeitalter der Moderne zeichnet sich über eine rasante Entwicklung der Kriegsmittel aus. Seit dem 19. Jahrhundert wird die Beachtung der Menschenwürde, wenngleich nicht einheitlich, international anerkannt. Das humanitäre Völkerrecht wurde durch völkerrechtliche Verträge eingeführt und somit die Wahl der Mittel im Kriegsfall verbindlich beschränkt. Allerdings traten und treten weiterhin nicht alle Staaten allen Verträgen bei. 
1868 wurden in der Petersburger Erklärung auf Initiative von Zar Alexander II. Granaten mit einem Gewicht von unter 400 Gramm geächtet, da diese hauptsächlich als Antipersonenmunition verwendet würden.
1899 wurden in der Haager Landkriegsordnung verschiedene Gebräuche im Landkrieg verabschiedet. Der Artikel 23 untersagt die Verwendung von Gift oder vergifteten Waffen sowie den Gebrauch von Waffen, Geschossen oder Stoffen, die geeignet sind, unnötigerweise Leiden zu verursachen.
Darunter fallen Antipersonengeschosse mit starker Deformations- und Zerlegewirkung. (z. B. Teilmantelgeschoss)
1925 folgte das Genfer Protokoll, welches chemische und biologische Waffen ächtete. Dieses Protokoll wurde ergänzt durch die Biowaffenkonvention (1972) und die Chemiewaffenkonvention (1993).
Eine Sonderrolle stellen die Kernwaffen dar, deren Weiterverbreitung mit dem  Atomwaffensperrvertrag von 1970 aufgehalten werden sollte. Allerdings behalten die Atommächte weiterhin das Recht auf eigene Kernwaffen, was eine Ungleichbehandlung in dem Vertrag darstellt. Dieses ist ein Sonderfall in den völkerrechtlichen Verträgen.
1980 trat die Konvention über das Verbot oder die Beschränkung des Einsatzes bestimmter konventioneller Waffen, die übermäßige Leiden verursachen oder unterschiedslos wirken können, in Kraft:
- Munition, die durch Röntgenstrahlung nichtentdeckbare Splitter absondert
- Nichtentdeckbare Antipersonenminen sowie nicht selbst deaktivierende Landminen. Die Ottawa-Konvention verschärfte diese Beschränkungen 1997 und enthält ein völliges Verbot von Antipersonenminen.
- Blind machende Laserwaffen sowie alle Laserwaffen, die sowieso unter Artikel 1 der Haager Landkriegsordnung fallen würden.

Streubomben unterliegen einer ähnlichen Problematik wie Antipersonenminen, weil die Anzahl der Blindgänger hoch ist. Belgien (2005) und Österreich (2007) haben deshalb Verbote für diese Waffen verabschiedet.